# 杰奎琳·岡薩雷斯
杰奎琳·戴安娜·“傑基”·岡薩雷斯·瑟文（Jacqueline Diana "Jacky" González Servín，1991年10月2日—），是巴拉圭足球运动员，司职中场，巴拉圭女足国家队成员。

## 国际职业生涯
2008年，岡薩雷斯代表巴拉圭参加了国际足協U-17女子世界杯。 2014年參加高级级别美洲女子國家盃。